# NGC 6971
NGC 6971 is een spiraalvormig sterrenstelsel in het sterrenbeeld Dolfijn. Het hemelobject werd op 15 augustus 1863 ontdekt door de Duitse astronoom Albert Marth.

## Synoniemen
- UGC 11637
- MCG 1-53-2
- ZWG 400.3
- PGC 65462